# Virginia Barratt
Virginia Barratt, née en avril 1959, est une chercheuse, écrivaine et artiste interprète australienne. Elle est l'une des fondatrices du collectif VNS Matrix qui a forgé le terme de cyberféminisme.

## Biographie
Née au Royaume-Uni, Barratt a travaillé, de 1989 à 1991, comme directrice de l'Australian Network for Art & Technology (ANAT) sécurisant des ordinateurs et des logiciels pour les artistes dans les grandes institutions, favorisant ainsi le dialogue entre les spécialistes de l'art et de la technologie. Elle a déclaré : « Ce type d'accès était sans précédent, car les ordinateurs n'étaient pas personnels et certainement pas omniprésents ».
En 1990, Virginia Barratt a participé au deuxième symposium international sur l'Art Électronique à Groningen, aux Pays-Bas, avec d'autres ambassadeurs de l'ANAT.
Virginia Barratt était co-directrice du centre artistique John Mills National avec Adam Boyd. Elle est membre fondatrice de la Queensland Artworkers Alliance, et chercheuse pour Sonic Research Initiative à l'Université York.
Elle est membre fondatrice de VNS Matrix, un collectif de cyberféministes  qui ont collaboré de 1991 jusqu'en 1997 environ. Barratt a déclaré: « La VNS Matrix a émergé du cyberswamp [émergé des cyber-limbes] pendant un été au sud de l'Australie vers 1991, dans le cadre d'une mission visant à détourner les jouets des technocowboys et à redéfinir la cyberculture sous un prisme féministe. » Le projet multimédia de VNS Matrix, A Cyberfeminist Manifesto for the 21st Century, est devenu le premier volet de l'exposition en ligne Net Art Anthology de Rhizome le 27 octobre 2016.
À la fin des années 1980, elle commence à interagir avec des espaces virtuels textuels, en particulier sur LambdaMOO en utilisant des avatars.
Elle rédige une thèse de doctorat à l'Université Western Sydney au sein du Centre d'Écriture et de Société. Sa recherche doctorale porte sur la panique, l'affect et la déterritorialisation, explorés à travers l'art de la performance, de la poétique expérimentale et des vocalités.

## Publications
Elle a contribué, entre autres, à Banquet Press, Overland, TEXT - une revue électronique biannuelle, Writing from Below, Spheres Journal for Digital Cultures avec Francesca da Rimini (alias doll yoko), Cordite, Plinth Journal , Artlink Journal , AXON Journal en collaboration avec Quinn Eades et Offshoot: Contemporary Lifewriting Methodologies and Practice in Australasia. Ses œuvres les plus récentes ont été jouées à Adélaïde, Brisbane, Melbourne, Byron Bay, Sydney, Helsingør, San Francisco, Toronto, Londres, au Performing Arts Forum (PAF) et à la Sorbonne à Paris ainsi qu'à l'Université de Humboldt et à Kunsthaus KuLe de Berlin.
Barratt privilégie la co-création comme modalité productive et résistante. Elle continue de collaborer avec Francesca da Rimini notamment pour Dans Son Intérieur.